# Kukuruzno otočje
Kukuruzno otočje (špa. Las Islas del Maíz) su dva otoka u Karipskom moru, udaljena 70 km od obale Nikaragve. Otočje čini jednu od 12 općina nikaragvanske autonomne regije Južnokaripska Obala.

## Povijest
Kukuruzno otočje je zajedno s istočnom polovicom današnje Nikaragve bilo britanski protektorat od 1655. do 1860. godine, u periodu kada je to područje poznato pod nazivom Obala komaraca. U prošlosti na području otočja djelovali su pirati. Nikaragvanska Vlada aneksirala je regiju 1894. godine.
Prema Ugovoru Bryan–Chamorro iz 1914. godine, otoci su dati u zakup SAD-u na 99 godina. Sjedinjene Američke Države nikad nisu održale značajnu prisutnost na otocima. Pravo SAD-a da koriste otoka trajalo je do 25. travnja 1971. godine, kada je zakup i službeno završen raskidom Ugovora Bryan-Chamorro 14. srpnja 1970., za vrijeme predsjednika Anastasia Somoza Debayle.

## Zemljopis
Kukuruzno otočje sastoje se od Velikog Kukuruznog Otoka (Isla Grande del Maíz, često jednostavno nazivanog Kukuruzni Otok, Isla del Maíz), s površinom od 10 km², i  Malog Kukuruznog Otoka (Isla Pequeña del Maíz), s površinom od 2,9 km². Ukupna površina je 12,9 km². Mount Pleasant Hill na sjeveru Velikog Kukuruznog Otoka je najviša točka otoka s 113 metara. Najviša točka Malog Kukuruznog Otoka je na 38 metara kod vidikovca na sjevernom dijelu otoka. Prema procjenama lokalnih vlasti iz 2009. godine, na Velikom Kukuruznom Otoku živi 6.200, a na Malom Kukuruznom Otoku 1.200 stanovnika.

## Vanjske poveznice
- BigCornIsland.com Turizam na Kukuruznom otočju
- 2007 Izvješće s putovanja  Arhivirana inačica izvorne stranice od 22. travnja 2009. (Wayback Machine)

### Drugi projekti
|  | Zajednički poslužitelj ima još gradiva o temi Kukuruzno otočje |

- Vodič: Veliki Kukuruzni Otok na Wikivoyageu
- Vodič: Mali Kukuruzni Otok na Wikivoyageu